# ROUGH STONE 高田慎一郎短編集
『ROUGH STONE 高田慎一郎短編集』（ラフ ストーン たかだしんいちろう たんぺんしゅう）は、高田慎一郎原作の漫画を集めた作品集。タイトルにもある『ROUGH STONE』（ラフ ストーン）を含め全4話の短編漫画を収録している。初出はいずれも1994年から1995年で、高田慎一郎の作品としては初期のものである。

## 収録作品

### ROUGH STONE
『ROUGH STONE』（ラフ ストーン）は、エニックス『月刊少年ガンガン』1994年3月号に掲載された恋愛SF漫画。
舞台は近未来の日本。主人公・紺藤拓馬（こんどう たくま）は、国防のために開発された巨大ロボット「近衛兵」（このえへい）のパイロットに選ばれた。警備にあたっていた新宿通りで店を営む少女・鳴坂初音（はつね）と交際を始めた拓馬であったが、近衛兵の手によって両親の命を奪われたという彼女を前に、自分が近衛兵のパイロットであることを言い出せずにいた。そんな中、デモ行進に紛れて過激派ゲリラが近衛兵に対して戦闘を開始する。

### 九霄
『九霄』（きゅうしょう）は、エニックス『フレッシュガンガン』1994年春季号に掲載されたSF時代劇漫画。
主人公の少年剣士・辻邑解良信時（つじむらかいらのぶとき）は、父の仇である剣豪・鬼守実（きさらぎ もりざね）に挑むが力及ばず、あえなく返り討ちにあってしまう。とどめを刺されようとした瞬間、「サムライ」にあこがれて宇宙からやってきたという少女・チェナに命を救われる。彼女から身体能力を高める道具を授かった解良は、再び鬼に決闘を挑む。

### 天下無敵身勝手女神!
『天下無敵身勝手女神!』（てんかむてき みがってめがみ）は、エニックス『フレッシュガンガン』1994年秋季号に掲載されたファンタジーラブコメディ漫画。
ケンカに明け暮れる主人公・統一（つなかず）の前に、愛の女神・カナが舞い降りる。統一を天国へと連れて行くため、抹殺せんと襲いかかるカナ。身の危険を感じ逃げる統一の前に、今度はアメコミヒーロー風の悪魔キャプテン・Gデビルが出現。状況は一層混乱する。カナと敵対するキャプテンの力を買い、何とか状況を打開しようとする。

### 姫と影
『姫と影』（ひめとかげ）は、エニックス『フレッシュガンガン』1995年冬季号に掲載された学園漫画。
男勝りな主人公の少女・巫部祐希（みかなぎ ゆうき）のもとに、ある日突然榊（さかき）流の忍者を名乗る少年・功刀（くぬぎ）が現れる。驚く祐希であったが、巫部家の長子には榊の忍者が側に控えるという先祖代々のしきたりがあった。時代錯誤な振る舞いで祐希を振り回すが、彼女のボディーガードとして任を全うしようとする功刀。その活躍はやがて不良グループに目を付けられてしまうことになる。

## 単行本
- 高田慎一郎 『ROUGH STONE 高田慎一郎短編集』 エニックス〈Gファンタジーコミックス〉、全1巻
  1. 1999年12月27日初版発行、ISBN 4-7575-0139-0

高田慎一郎の漫画として先に単行本化された『神さまのつくりかた。』のカバー裏のおまけギャグ漫画は短編集においても健在である。『神さまのつくりかた。』のカバー裏の常連である丸賀陸（まるが りく）と伊達明（だて あきら）も登場している。